# China (ur. 1996)
China, właśc. Rogerio Alves dos Santos (ur. 2 sierpnia 1996 w São Paulo) – brazylijski piłkarz, grający na pozycji napastnika.

## Kariera piłkarska

### Kariera klubowa
Wychowanek klubu CA Juventus. W marcu 2017 podpisał kontrakt z Karpatami Lwów. 19 lutego 2019 został piłkarzem FK Lwów.
| Sezon   | Klub         | Kraj    | Rozgrywki    | Mecze | Bramki |
| ------- | ------------ | ------- | ------------ | ----- | ------ |
| 2016/17 | Karpaty Lwów | Ukraina | Premier-liha | 2     | 0      |
| 2018/19 | FK Lwów      | Ukraina | Premier-liha | 9     | 0      |
| 2019/20 | FK Lwów      | Ukraina | Premier-liha | 16    | 2      |